# Jean-Jacques Andrien
Jean-Jacques Andrien (Verviers, 1 juni 1944) is een Belgisch filmregisseur.
Jean-Jacques Andrien studeerde film aan de Brusselse filmschool INSAS. Na zijn studie begon hij te werken als regieassistent bij regisseur André Delvaux. In zijn latere eigen werk laat hij zich veelal inspireren door de toestand in zijn geboortestreek in Wallonië. De personages in zijn films zijn vaak ernstige, in zichzelf gekeerde figuren. Met de film Le fils d'Amr est mort (1971) won hij de Gouden Luipaard op het filmfestival van Locarno.

## Filmografie (selectie)
- 1975: Le fils d'Amr est mort
- 1981: Le Grand Paysage d'Alexis Droeven
- 1984: Mémoires
- 1989: Australia